# Liam O'Flaherty
Liam O'Flaherty (Inis Mór, 28 agosto 1896 – Dublino, 7 settembre 1984) è stato uno scrittore irlandese.
È considerato uno dei maggiori esponenti della corrente del Rinascimento irlandese.

## Storia
Nato nel villaggio di Gort na gCapall, nelle isole Aran, O'Flaherty visse la sua giovinezza in povertà. Iniziò a studiare per tentare una carriera ecclesiastica, ma rinunciò presto e nel 1917 si arruolò nelle Irish Guards dell'esercito britannico e prese parte alla prima guerra mondiale. Ferito, dovette rientrare e in seguito soffrì di shock post-traumatico. Ispirato alle sue esperienze sul fronte occidentale è il romanzo Return of the Brute (1929).
Per un periodo visse a Hollywood e nel 1923 pubblicò il suo primo romanzo, Thy Neighbour's Wife (La moglie del vicino) e l'anno successivo, 1924, L'anima nera (The Black Soul). Come nella maggior parte dei suoi lavori, è presente la figura dell'Irlanda e della natura. Nel 1935, il regista John Ford realizza il film del romanzo Il traditore (The Informer, 1925, premiato con il James Tait Black Memorial Prize) e nello stesso periodo Liam O'Flaherty si dedica attivamente alla scrittura di diversi racconti, tra cui Il cecchino (The Sniper).
Durante la guerra civile irlandese fu membro del partito comunista irlandese, schierandosi nelle file repubblicane anti-Trattato.
Negli ultimi anni di vita si convertì al cattolicesimo.

## Opere pubblicate in Italia
- Il traditore, 2009 (The Informer, 1925)
- L'anima nera, 2006 (The Black Soul, 1924)
- Il puritano, 2004 (The Puritan, 1937)
- Terre e scogliere d'Irlanda, 1994
- "Il cecchino", 2016 (The Sniper, Civil War, Going into Exile, King of Inishcamp ) Trad. Carmine Mezzacappa - ed. PaginaUno
- "I fiori di scogliera" (con testo gaelico a fronte) in: Brugnatelli, Enrico, Poesie gaeliche d'Irlanda nel XX secolo (Antologia), Lesmo, EBS Print, 2024, p. 14-15. ISBN 979-12-5585-928-4